# Dioptrochasma aino
Dioptrochasma aino es un género de polilla de la familia Geometridae. El género fue descrito por primera vez por Claude Herbulot en 1996 y se puede encontrar con endemismo en la África subsahariana. El holotipo de la especie fue descrita en los alrededores del sector Lolodorf en el sur de Camerún.

## Descripción
Es una polilla grande con una envergadura de 40 milímetros (1,6 plg). Tiene cierto parecido con Dioptrochasma specularia, con una coloración verde oliva. La fenestra en el extremo celular de las alas anteriores es sorprendentemente grande y triangular, el contorno marrón oscuro. Cuenta con una línea transversal, inicialmente marrón oscuro en la costa que recorre la celda hasta el borde posterior. El ala es aún más claro hacia la base con el margen costal de color gris sedoso. La parte inferior del ala anterior es de color blanquecino amarillento grisáceo, bordeadas en marrón oscuro. El ápice está relleno de un marrón cálido. La cara inferior del ala posterior cuenta con una línea transversal de color verde oliva.
Las antenas, la cresta y el abdomen son de color gris ocre. El tórax es más cálido y oscuro.